# 克斯山
46°57′3″N 12°45′44″E / 46.95083°N 12.76222°E

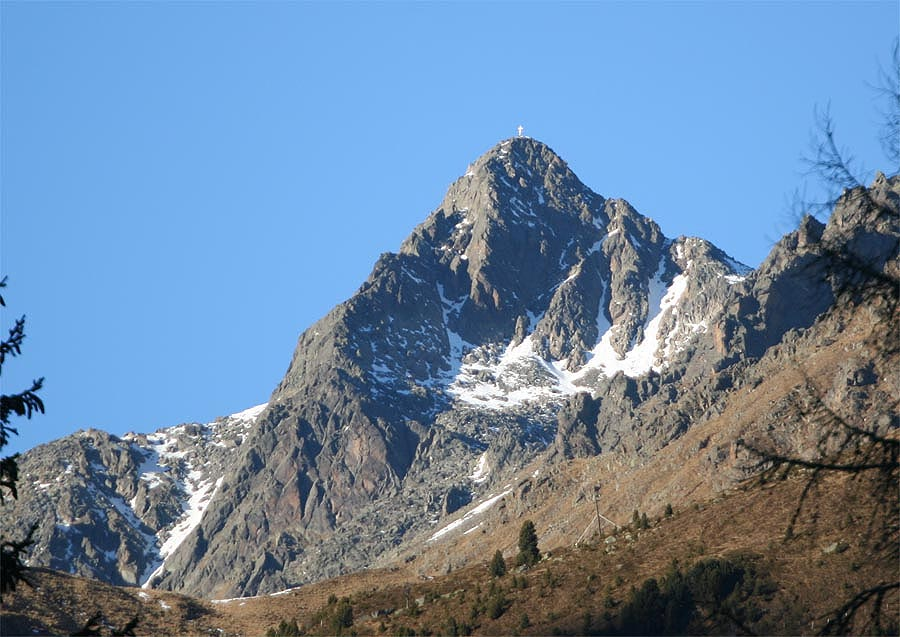

克斯山（德語：Keeskopf），是奧地利的山峰，位於該國南部，處於克恩頓州和蒂羅爾州接壤的邊界，屬於舍貝爾山脈的一部分，海拔高度3,081米，人類在1890年7月30日首次登頂。